# Thomas Lavault
Thomas Lavault (Francia, 3 de mayo de 1999) es un jugador profesional francés de rugby que se desempeña en la posición de segunda línea en Stade Rochelais, equipo perteneciente a la liga Top 14.

## Carrera
Lavault es un jugador de formación francesa (JIFF). En 2011 comenzó su carrera deportiva con el equipo US Thouars, en el cual jugó cinco temporadas (2011-2016), después pasó a Stade Rochelais, donde lleva jugando ocho temporadas.